# آغ تپه
آغ تپه یک منطقهٔ مسکونی در ایران است که در استان اردبیل واقع شده‌است. براساس سرشماری مرکز آمار ایران در سال ۱۳۹۵، آغ تپه ۴۴ نفر جمعیت دارد.